# Feeling Minnesota
Pour plus de détails, voir Fiche technique et Distribution.
Feeling Minnesota, ou Minnesota Blues au Québec, est un film américain réalisé par Steven Baigelman en 1996.

## Synopsis
Freddie est une ancienne stripteaseuse qui épouse Sam pour honorer une dette d'un propriétaire de nightclub, Red. Mais Freddie tombe amoureuse de Jjaks, le frère de Sam. Jjaks et Freddie s'enfuient, avec de l'argent pas trop propre qu'ils raflent à Sam, mais Sam les retrouve et appelle la police après avoir tué Freddie, et tout combiné pour que Jjaks soit accusé du meurtre.

## Fiche technique
- Autre titre : Minnesota Blues
- Scénario : Steven Baigelman
- Musique : Los Lobos
- Photographie : Walt Lloyd
- Montage : Martin Walsh
- Décors : Naomi Shohan
- Production : Danny DeVito, Eric McLeod, Carla Santos Shamberg, Michael Shamberg, Stacey Sher, Erwin Stoff pour Fine Line Features, Jersey Films, Minnesota U.S.A.
- Pays :  États-Unis
- Langue : anglais
- Couleur
- Aspect Ratio : 2.35 : 1
- Son : Dolby Digital / SDDS
- Durée : 99 min
- Classification : USA : R (certificat #33839 ; violence, sexe et langage) / France : U
- Dates de sortie : 
  - Canada : 13 septembre 1996
  - États-Unis : 13 septembre 1996
  - France : 13 novembre 1996
  - Mexique : 7 novembre 1997

## Distribution
- Keanu Reeves (VF : Thierry Ragueneau ; VQ : Daniel Picard) : Jjaks Clayton
  - Drew Desmarais : Jjaks Clayton enfant
- Cameron Diaz (VF : Déborah Perret ; VQ : Marie-Andrée Corneille) : Freddie Clayton
- Vincent D'Onofrio (VF : José Luccioni ; VQ : Luis de Cespedes) : Sam Clayton
  - Aaron Michael Metchik : Sam Clayton enfant
- Dan Aykroyd (VF : Mario Santini ; VQ : Mario Desmarais) : l'inspecteur Ben Costikyan
- Delroy Lindo (VF : Thierry Desroses ; VQ : Victor Désy) : Red
- Michael Rispoli (VF : Daniel Lafourcade ; VQ : Éric Gaudry) : le manager de l'hôtel
- Courtney Love (VF : Marie-Laure Beneston ; VQ : Élise Bertrand) : Rhonda
- Tuesday Weld : Nora Clayton

 Source et légende : version française (VF) sur RS Doublage et version québécoise sur Doublage Québec

## Production
Le titre du film vient de paroles de la chanson Outshined de Soundgarden.